# 司马准
司马准（？—？），字巨之，河内郡温县（今河南省焦作市温县）人，汝南文成王司马亮六世孙，司马景之的哥哥。
司马准在泰常末年，率领三千余家投奔北魏，当时魏明元帝拓跋嗣在虎牢，授予司马准宁远将军、新蔡公，代理相州刺史，随自己的车乘一起回到京城。司马准外任广宁郡太守，在广宁郡使近者悦服，远者来归，清廉俭朴受到称道，魏太武帝拓跋焘赞赏司马准，赐予他布帛六百匹。司马准后降号为平远将军，改封密陵侯，于兴光初年去世，他的儿子司马安国承袭了爵位。

## 司马芳残碑
1952年，西安市西大街广济街口出土了一块《司马芳残碑》，其中记有立碑者“晋故扶风王六世孙宁远将军乐陵侯”，考证认为就是司马准。